# Пєвнєв Ігор Павлович
І́гор Па́влович Пє́внєв (7 лютого 1966, Київ  — 11 серпня 2015, Старогнатівка Волноваського району Донецької області) — старший лейтенант 41-го окремого мотопіхотного батальйону Збройних сил України, учасник російсько-української війни.

## Життєпис
У 1983 р. закінчив київську школу № 204.
Строкову службу проходив у 1984—1986 роках в Афганістані.
В 1990 р. закінчив Київський державний педагогічний інститут ім. О. М. Горького, але життя вирішив пов'язати з роботою в правоохоронних органах. До 2010 р. працював в органах внутрішніх справ.
До початку російсько-української війни обіймав посаду старшого наукового співробітника Центрального науково-дослідного інституту Збройних Сил України.
З початком бойових дій був мобілізований до 41-го батальйону територіальної оборони «Чернігів-2», який пізніше був реорганізований в 41-й окремий мотопіхотний батальйон, був заступником командира роти з виховної роботи.
Загинув 11 серпня 2015 р. під час виконання бойового завдання поблизу села Старогнатівка Волноваського району Донецької області.
Похований у Києві, Лісове кладовище.

## Нагороди
Указом Президента України № 189/2018 від 27 червня 2018 року, «за особисту мужність і самовіддані дії, виявлені у захисті державного суверенітету та територіальної цілісності України», нагороджений орденом Богдана Хмельницького III ступеня (посмертно).